# Ptiloris
Genre
Ptiloris est un genre de passereau appartenant à la famille des Paradisaeidae.

## Liste des espèces
D'après la classification de référence du Congrès ornithologique international (ordre phylogénique) :
- Paradisier festonné — Ptiloris paradiseus Swainson, 1825
- Paradisier de Victoria — Ptiloris victoriae Gould, 1850
- Paradisier gorge-d'acier — Ptiloris magnificus (Vieillot, 1819)
- Paradisier grondeur — Ptiloris intercedens Sharpe, 1882